# عين الشقف
عين الشقف هي جماعة قروية في إقليم مولاي يعقوب بجهة فاس مكناس. وهي تضم 54477 نسمة، حسب الإحصاء العام للسكان والسكنى لسنة 2014.

## التقسيم الترابي للجماعة
تنقسم جماعة عين الشقف إلى 12 مشياخة و هي كالتالي:
- مشياخة [ أولاد ٱمحمد ] و تتكون من دوار "أولاد ٱمحمد" و دوار "عرصة الزيتون"

- مشياخة [ أولاد بوصالح ] و تتكون من دواوير "أولاد بوصالح"، "أولاد عياد" و "أولاد كير"

- مشياخة [ أولاد معلة ] و تتكون من دواوير "أولاد معلة"، "أولاد حسون"، "أولاد خليفة"، "لبسايس العليا" و "طريق إيموزار"

- مشياخة [ التلالسة ] و تضم دوار واحد هو دوار "التلالسة"

- مشياخة [ اللبابدة ] و تتكون من دواوير "اللبابدة" ، "أولاد معرف"، "مركز عين الشقف" و "تجزءة الجنان"

- مشياخة [ لخراشفة ] و تضم دوار واحد هو دوار "لخراشفة"

- مشياخة [ البسايس السفلى ] و تضم دواوير "البسايس السفلى"، "أولاد يزيد"، "انكاد الرحال" و "سيدي الوافي"

- مشياخة [ غابة عين الشقف ] و تضم دواوير "تعاونية الرجا"، "الجوهرة الخضراء" و "حدائق البديع"

- مشياخة [ الغوازي ] و تضم دواوير "الغوازي"، "تجزئة عزيزة" و "لحلالفة"

- مشياخة [ راس الما ] و تضم دواوير "تعاونية الازدهار"، "تعاونية الزهوة"، "التعاونية الوطنية"، "الجرايدية"، "تحت السكة" و "دوار جبالة"

- مشياخة [ واد النجا ] و تضم دواوير "تعاونية الهلال" ، "تعاونية التحرير" "تعاونية الاندلس"، "القشاشحة" و "العشارة"

- مشياخة [ عين بيضة ] و تضم دواوير "عين بيضة" ، "تعاونية النصر" و "تعاونية الخير"

## التعليم
قائمة المؤسسات التعليمية في جماعة عين الشقف:
- مجموعة مدارس
- مجموعة مدارس

## النقل والطرق
تعمل شركة سيتي باص فاس على توفير الخط رقم 17، والرابط بين عين الشقف و وسط مدينة فاس مُروراً بـحي السعادة، حي الأطلس و شارع الجيش الملكي.